# Céntulo IV de Bearne
Céntulo IV, apodado el Viejo, fue vizconde de Bearne desde 1022 hasta su muerte en 1058.

## Biografía
Al morir su padre Gastón II, Céntulo aún era menor de edad, por lo que se instauró una regencia hasta 1022, en que accedió a los derechos plenos de vizconde.
Otorgó gran importancia a mantener buenas relaciones con la Iglesia católica. En 1022 fundó el monasterio de Saint-Pé-de-Geyres, cerca de la frontera entre Bearn y Bigorra.
Acrecentó el poder de Bearn al incorporar a su dominio el vecino vizcondado de Olorón, al parecer por su matrimonio con Ángela de Olorón, hija y heredera del vizconde Aner II Lupo.
Parece ser que asoció al trono a su hijo Gastón, fallecido en o antes de 1045.
Guerreó contra los vizcondados vecinos de Dax y Sola, haciendo matar al vizconde de Dax Arnaud II en 1050. Él mismo murió en 1058 en una emboscada tendida por tropas suletinas. Le sucedió su nieto Céntulo V.

## Descendencia
Tuvo siete hijos con Ángela de Olorón:
- Gastón III, asociado al trono
- Ramón Céntulo
- Auriol Céntulo, señor de Clarac, Igon, Baudreix, Boeil y Auga.